# Chimik Piwdenne
Chimik Juschne ist ein ukrainischer Basketballverein aus Juschne.

## Geschichte
Chimik spielt seit 2002 in der höchsten ukrainischen Basketball-Liga. Dort kam der Klub bisher nicht über das Halbfinale bei den Play-offs hinaus, erreichte aber im kleinen Finale um den dritten Platz von 2005 bis 2009 fünfmal hintereinander eine Bronzemedaille in der ukrainischen Meisterschaft.
Bei der 2007 eingestellten FIBA EuroCup Challenge erreichte der Verein 2006 das Finale, wo er nach Hin & Rückspiel knapp gegen Ural Great Perm verlor. Das Team ist seit vielen Jahren Teilnehmer an der EuroChallenge, dem drittbedeutendsten Basketball-Europapokal. Dort war für den Verein bisher spätestens im Viertelfinale Endstation.

## Erfolge
- Ukrainischer Meister (3): 2015, 2016
- Ukrainischer Pokalsieger (2016)
- Finalist FIBA EuroCup Challenge (2006)

## Bekannte ehemalige Spieler
| - Serhij Lischtschuk 2003–2005 - Ricky Moore 2005/06 - Kęstutis Šeštokas 2005/06 - Dragan Dojčin 2005/06 - Olumuyiwa Famutimi 2007–2009 | - Márton Báder 2008/09 - LaVell Blanchard 2009/10 - Edin Bavčić 2010/11 - Reyshawn Terry 2011/12 |

## Weitere Abteilungen
Das Volleyballteam der Frauen qualifizierte sich 2019/2020 für die Champions League.